# Кайсаров, Андрей Сергеевич
Андре́й Серге́евич Кайса́ров (16 [27] ноября 1782, Москва, Российская империя — 13 [25] мая 1813, Ганау, Великое герцогство Гессен) — русский публицист, филолог, поэт; брат Михаила, Паисия и Петра Кайсаровых.

## Биография
Происходил из старинной, но небогатой семьи дворян Тамбовской губернии Кайсаровых. Родился 16 (27) ноября 1782 года в Москве.
Первоначальное образование получил дома. В 1795 году поступил в Московский университет, но вынужден был в 1796 году оставить учение и поступить, как и его брат Паисий, в военную службу — Андрей был записан в Семёновский лейб-гвардии полк капралом; его брат Паисий — в Преображенский лейб-гвардии полк.
Зимой 1798/1799 года он был переведён в Москву, где сблизился с Андреем Тургеневым и его окружением (В. А. Жуковский, А. Ф. Мерзляков, А. Ф. Воейков, Александр И. Тургенев). Под их влиянием оставил службу, предавшись самообразованию и литературе. Вместе с братом Михаилом был деятельным участником образовавшегося в 1801 году Дружеского литературного общества. Критически относился к сентиментализму, ратуя за политическую гражданственную поэзию.
С 1802 года учился в Гёттингенском университете; объездил славянские земли, где занимался собиранием славянских рукописей и книг; слушал курсы врачебных наук в Эдинбургском университете, где получил степень доктора медицины. Вместе со своим другом А. И. Тургеневым Кайсаров объездил славянские земли, где занимался собиранием славянских рукописей и книг. В Англии Кайсаров занимался также собиранием материалов для русской истории. В 1806 году защитил в Гёттингене диссертацию «Об освобождении крепостных в России», написанную на латинском языке: «De manu mittendis per Russiam servis», на степень доктора философии.
В 1807—1810 годах находился в Саратове, где работал над «Словарём древнерусского языка» и написал ряд стихотворений (при жизни не публиковались). Осенью 1811 года был избран ординарным профессором русского языка и словесности Дерптского университета.
В 1812 году Кайсаров снова вступил в военную службу. Служил в походной типографии при Главной квартире армии, выпускавшей листовки и воззвания к местному населению и солдатам наполеоновской армии, газету «Россиянин» на русском и немецком языках, приказы, «Певца во стане русских воинов» В. А. Жуковского (которого Кайсаров встретил при отступлении от Москвы и привлёк к сотрудничеству), басни И. А. Крылова. Типография, в организации и деятельности которой Кайсаров играл важную роль, стала одним из центров публицистики 1812 года.
После смерти М. И. Кутузова, служивший при штабе главнокомандующего дежурным генералом Паисий Кайсаров возглавил одну из партизанских «партий». Андрей Кайсаров последовал за братом, перешел в строй с чином майора и погиб 25 мая 1813 года «в деле при Гайнау, при взрыве порохового ящика».
В числе других исторических лиц Андрей Кайсаров был выведен в «Войне и мире» Л. Н. Толстого.

## Научная деятельность
Путешествуя в 1803-1804 годах по Сербии, Словении, Хорватии, Чехии, Кайсаров собрал большой историко-этнографический и на основе которого составил первый словарь славянских сравнительных наречий, а также написал книгу Versuch einer Slavischen Mythologie (Гёттинген, 1804; русский перевод: «Мифология славянская и российская», Москва, 1807 и 1810). Кайсаров сделал одну из первых попыток поставить изучение славянской старины на научную почву, воспользовавшись почти всем, что представляли в то время книжные источники. Некоторое знакомство с требованиями научной критики, почерпнутое у Шлёцера, ставит Кайсарова выше предшественников его в этой области.
Большой исторический интерес представляет докторская диссертация Кайсарова «Об освобождении крепостных в России» (Dissertatio inauguralis philosophico-politica de manumittendis per Russiam servis, Гёттинген, 1806), посвященная императору Александру I, которому она была поднесена И. А. Тургеневым через Новосильцева. Группируя различные доводы против крепостного права, Кайсаров замечает, что они не новы, но недостаточно известны в России. Он доказывает, что крепостное право тормозит успехи земледелия и препятствует увеличению населения, а это, в связи с незначительностью потребностей крепостного населения, в свою очередь задерживает развитие фабричной промышленности и торговли; далее, крепостное право препятствует правильному денежному обращению и подавляет умственное развитие народа. Опровергнув, затем, возражения крепостников (будто, например, крепостные сами не желают свободы и т. п.) и с похвалой упомянув о крестьянской реформе 1804 года в Лифляндии, Кайсаров говорит, что было бы большим безумием сразу освободить 20 миллионов рабов, но в то же время выражает надежду, что если Бог дарует императору Александру долгую и благополучную жизнь, то ему удастся уничтожить крепостное право. Кайсаров напечатал ещё «Речь о любви к отечеству» (Дерпт, 1811; немецкий перевод — там же, 1811).
Для истории русской литературы представляют интерес сатира «Описание бракосочетания г. Карамзина» (1801) — пародия на сентиментализм; программные речи на заседаниях Дружеского литературного общества; стихотворения.